# Шестеренна гідромашина

Шестеренний насос із зовнішнім зачепленням: Drive Gear — ведуча шестерня; Idler Gear — ведене зубчасте колесо; Seal — ущільнення; Drive Shaft — ведучий вал; Pressure Port — вихідний отвір, який солучений з порожниною нагнітання; Suction Port — всмоктуючий отвір, який поєднується з порожниною всмоктування

Шестере́нна гідромаши́на — один з видів об'ємних гідравлічних машин роторного типу, що складається з пари зубчастих коліс, розміщених у герметичному корпусі, що має порожнину всмоктування і нагнітання, а робочі камери утворені профілями впадин зубів, поверхнями розточення корпусу і бокових кришок.
Так само як і інші види об'ємних роторних гідромашин принципово може працювати як в режимі помпи, так і в режимі гідромотора. У тому випадку, якщо до валу гідромашини прикладається обертальний момент, то машина працює в режимі помпи. Якщо на вхід гідромашини подається під тиском робоча рідина, то з валу знімається обертальний момент і машина працює в режимі гідромотора.

## Види конструкцій
Шестеренні гідромашини виготовляються із зовнішнім і внутрішнім зачепленням (одним з варіантів останнього є героторна гідромашина зі спеціальним трохоїдальним зачепленням). Гідромашини з внутрішнім зачепленням компактніші, але через складність виготовлення застосовуються рідко. Іноді для зниження шумності і нерівномірності подачі застосовують шестерні з косими зубами.

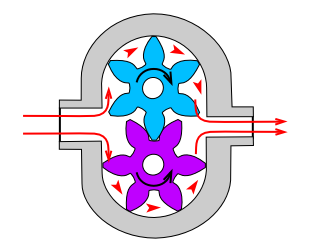
Шестеренна гідромашина із зовнішнім зачепленням
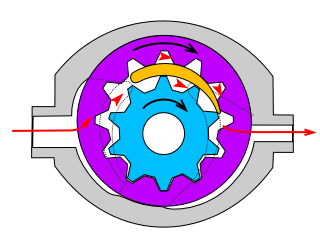
Шестеренна гідромашина з внутрішнім зачепленням
Принцип роботи шестеренної гідромашини з внутрішнім зачепленням
Героторна гідромашина

## Основні характеристики

Шестерінний насос із запобіжним клапаном: 1 - корпус; 2 - отвір для всмоктування рідини; 3 - запобіжний клапан; 4 - отвір для нагнітання рідини.

Робочий об'єм шестеренних гідромашин буває від 0,2 до 200 см3.
Робочий об'єм для шестеренної гідромашини із зовнішнім зачепленням може бути визначений за формулою:
{\displaystyle q_{0}=2\pi \cdot m^{2}\cdot b\cdot z,}
де:
{\displaystyle m} — модуль зубчастого зачеплення;
{\displaystyle b} — ширина шестерні;
{\displaystyle z} — число зубів шестеренної гідромашини, під яким розуміється число зубів на одній шестерні.
Повний коефіцієнт корисної дії становить 0,6…0,8.

## Переваги
Шестеренні гідромашини знайшли широке використання в металорізальних верстатах, автомобільному транспорті, дорожніх машинах завдяки таким якостям, як:
- простота конструкції;
- висока надійність в порівнянні, наприклад, з аксіально-поршневими гідромашинами;
- низька вартість;
- здатність працювати при високих обертах і тому їх можна сполучати безпосередньо з валами теплових або електричних двигунів.

## Недоліки
Обмеження використання шестеренних гідромашин, зазвичай, обумовлюється такими недоліками:
- нерегульованість робочого об'єму;
- виникають проблеми герметизації при високих тисках;
- у порівнянні з пластинчастими гідромашинами — більша нерівномірність подачі.

## Шестеренна помпа
Шестере́нна (шестері́нчаста або зубча́ста помпа) (англ. gear-type pump, нім. Zahnradpumpe) — помпа з робочими ланками у вигляді шестерень, що забезпечують геометричне замкнення робочої камери та передають крутильний момент. Шестерні розміщені в корпусі, який щільно прилягає до них, з каналами для підводу і відводу рідини.
Шестеренні помпи відрізняються простотою виготовлення та надійністю в експлуатації; застосовуються в гідросистемах, де потрібний високий тиск (до 15 – 20 МПа) при невеликій подачі, к.к.д. 87 – 90 %. Можуть використовуватися для дозування рідин, наприклад, реагентів. У гідроприводах гірничих машин застосовують спеціальні шестеренні помпи, вмонтовані у редуктори з проміжними валами, як приводними елементами, а також для подачі змащування або живлення допоміжних механізмів.